# Tytus Woyciechowski

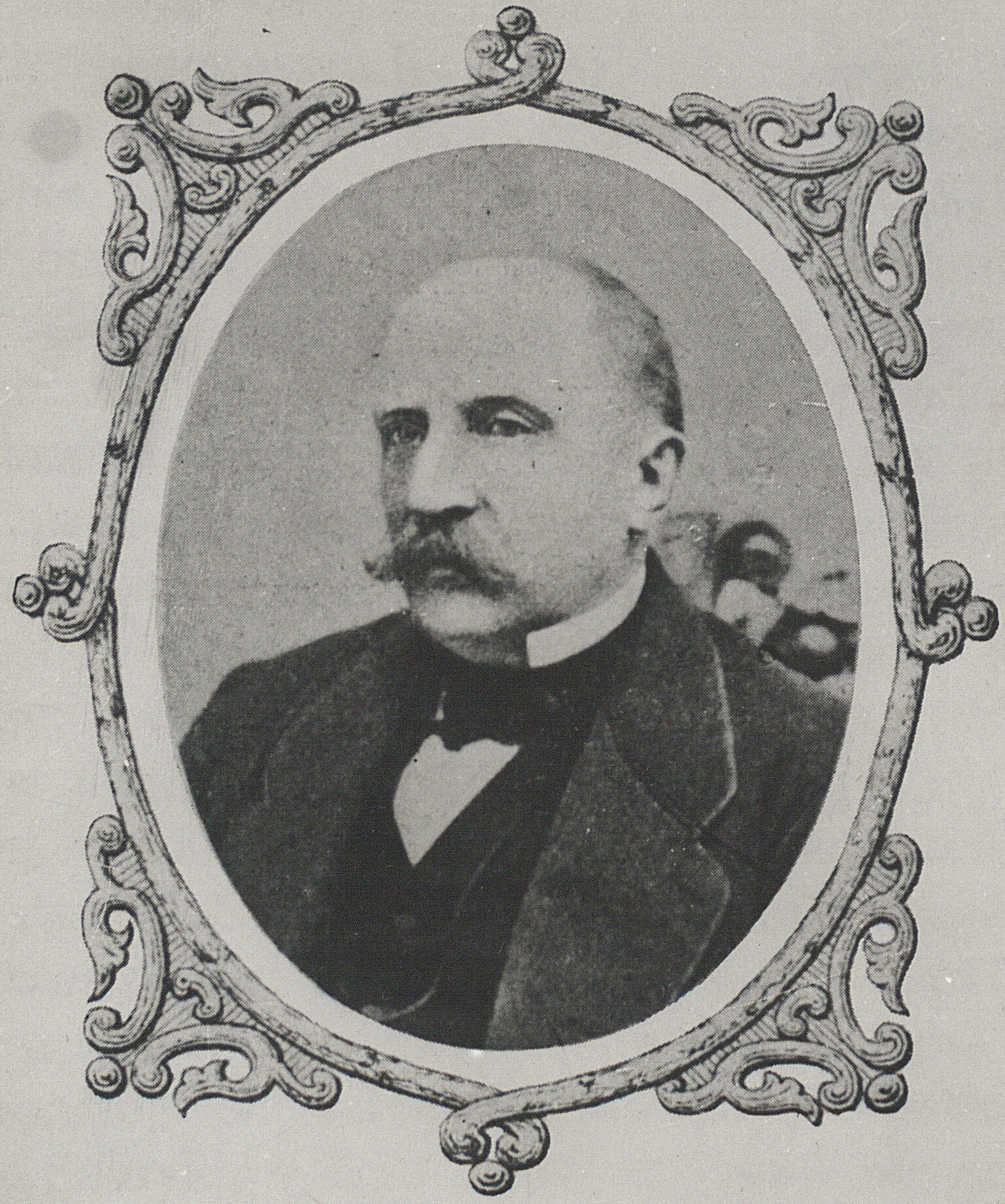
Tytus Woyciechowski

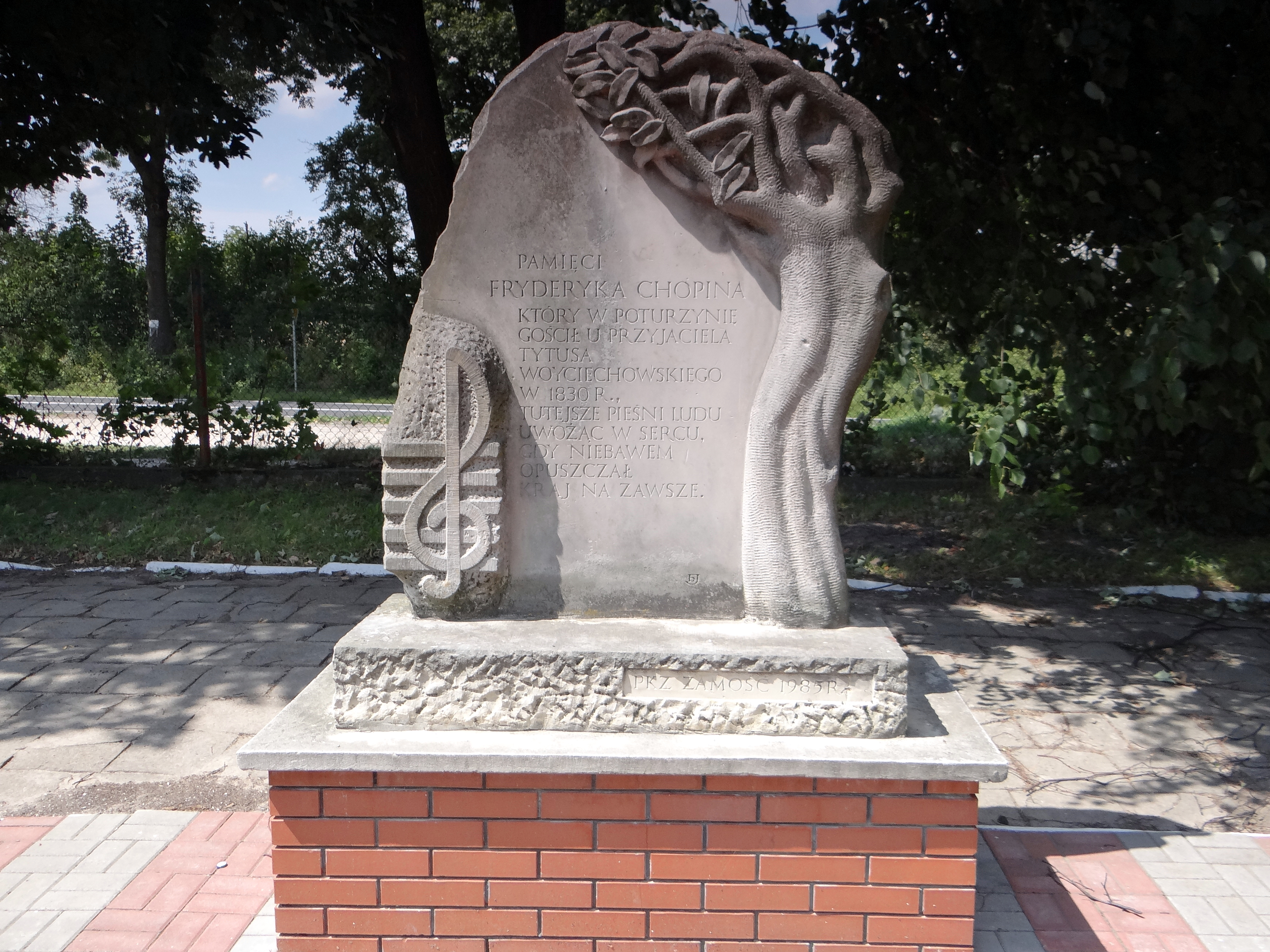
Poturzyn – pomnik pamięci Fryderyka Chopina

Tytus Sylwester Woyciechowski herbu Rawicz (ur. 31 grudnia 1808 we Lwowie, zm. 23 marca 1879 w Poturzynie) – polski przemysłowiec, właściciel ziemski, mecenas sztuki, przyjaciel Fryderyka Chopina.

## Życiorys
Uczęszczał do Liceum Warszawskiego, a w latach 1826–1829 studiował na Wydziale Prawa i Administracji Królewskiego Uniwersytetu Warszawskiego.
Chopin odwiedził Tytusa w Poturzynie w lipcu 1830.
Fryderyk zadedykował przyjacielowi skomponowane w 1827 roku Wariacje B-dur op.2 na temat Là ci darem la mano z opery Don Giovanni W.A. Mozarta.
W listopadzie 1830 wybrali się razem do Wiednia. Na wieść o wybuchu powstania listopadowego Woyciechowski wrócił do Warszawy i wstąpił do Gwardii Honorowej. W 1831 r. przyznano mu Złoty Krzyż Virtuti Militari.
Po rozstaniu w Wiedniu Fryderyk i Tytus kontaktowali się tylko listownie i już nigdy nie doszło do spotkania przyjaciół.
W 1838 roku Tytus Woyciechowski poślubił hrabiankę Alojzę Marcjannę Poletyło, z którą miał czworo dzieci. W 1840 roku założył w Poturzynie pierwszą na Lubelszczyźnie cukrownię.
Członek Towarzystwa Rolniczego w Królestwie Polskim w 1858 roku.
W 1873 roku ofiarował popiersie Fryderyka Chopina Warszawskiemu Towarzystwu Muzycznemu.
Listy Chopina do Tytusa Woyciechowskiego i inne pamiątki chopinowskie były z pietyzmem przechowywane przez rodzinę w Wożuczynie, majątku należącym wówczas do wnuka Tytusa, Jana Tomasza Wydżgi, kompozytora oper i pieśni. W czasie I wojny światowej w ostatnim tygodniu sierpnia 1914 Wożuczyn znalazł się w centrum działań wojennych. Rezydencja w wyniku pożaru spłonęła doszczętnie, podobnie zabudowania folwarczne i wieś. Zniszczeniu uległy stare meble, porcelana, srebra, obrazy, biblioteka, a także pamiątki chopinowskie: fortepian firmy Buchholtza, na którym grywał i komponował Chopin, rękopisy jego kompozycji (fortepianowe Variations à quatre mains zakończone fugą, zapisane na 17 stronach, oraz kontredans), listy Chopina do Tytusa Woyciechowskiego oraz pamiątkowy ołówek w kształcie kolumny z głowicą i podstawą złotą, a trzonem z kolorowej mozaiki. Podstawa, zaopatrzona w inicjały T. W., służyła równocześnie jako pieczęć. W specjalnym etui leżała karteczka z dedykacją Chopina.